# Карев, Семён Петрович
Семён Петрович  Карев (1885, Барнаул — 26 сентября 1918, там же) — один из руководителей вооруженной борьбы большевиков за власть на Алтае.

## Биография
Родился в Барнауле, в семье рабочего-жестянщика. Получил начальное образование.
Участник Первой мировой войны. После демобилизации вернулся в Барнаул, примкнул к большевикам, избран членом ВРК, в феврале 1918 г. — секретарём исполкома Барнаульского Совета.
15 июня 1918 г., после белочешского наступления на Барнаул, Карев вместе с другими членами красного руководства города и губернии покинул город.
В селе Луковка (Панкрушихинский район) большевистские руководители М. К. Цаплин, И. В. Присягин, М. А. Фомин, М. К. Казаков и Карев попали в плен, и после двух месяцев тюремного заключения были казнены 26 сентября 1918 г. По другим данным, Карев был казнён позднее — 18 ноября вместе с большевиками Тяптиным, Лукьяненко, Беловым и Веховским.

## Память
В его честь был назван переулок в Нагорной части Барнаула.